# Barnes Foundation

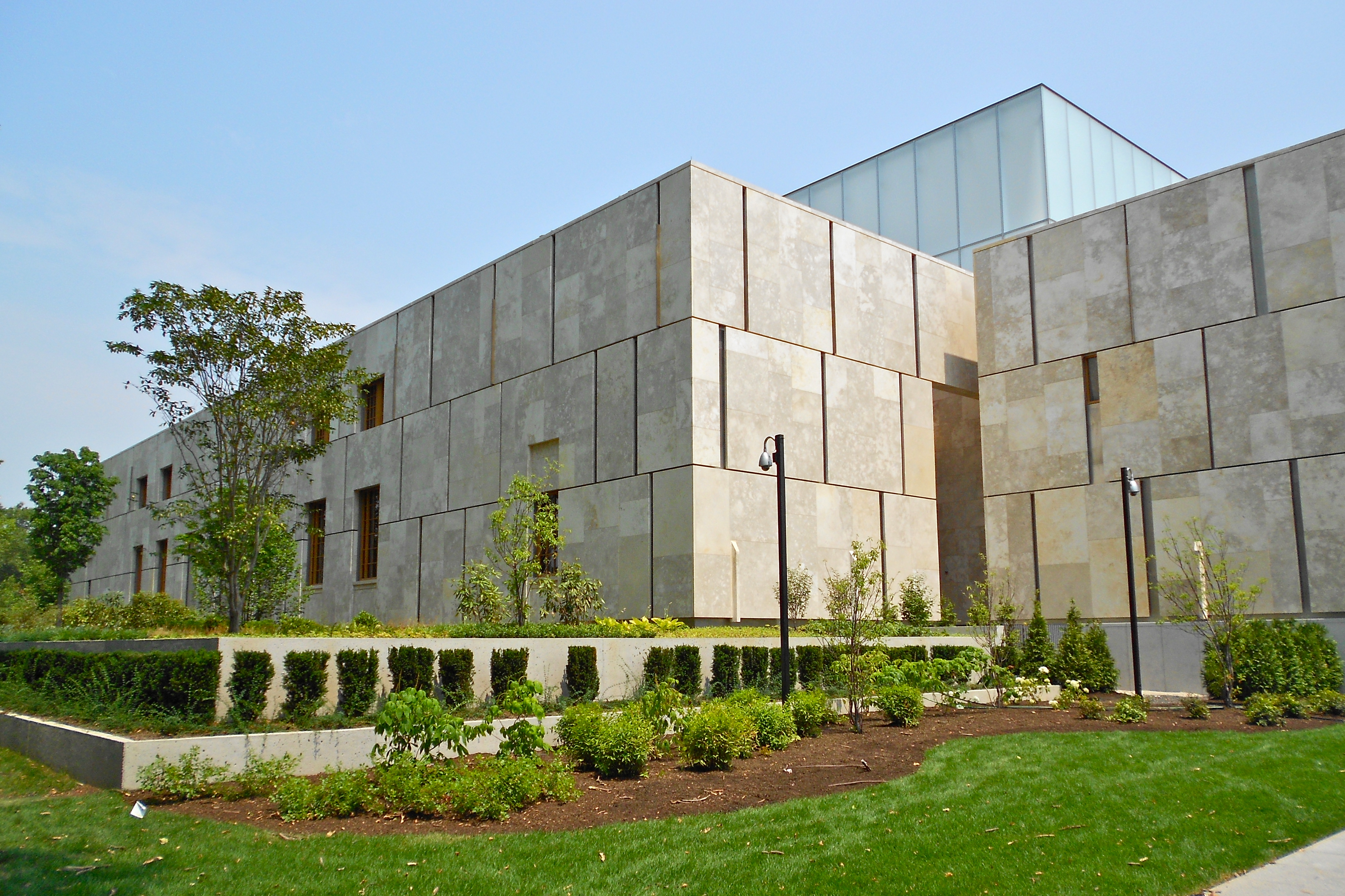
Das neue Gebäude der Barnes Foundation in Philadelphia

Die Barnes Foundation ist eine Hochschule in Pennsylvania. Die 1922 durch Albert Coombs Barnes begründete Institution hat ihren Stammsitz in Merion, einem Vorort von Philadelphia. Dort befindet sich ein Arboretum und eine Bibliothek für Gartenbau. Die bis 2011 am selben Ort ausgestellte Kunstsammlung, ist seit dem 19. Mai 2012 in einem neuen Gebäude
am Benjamin Franklin Parkway in Philadelphia für die Öffentlichkeit zugänglich. Zur Kunstsammlung gehören Meisterwerke des französischen Impressionismus und Spätimpressionismus.

## Ursprung

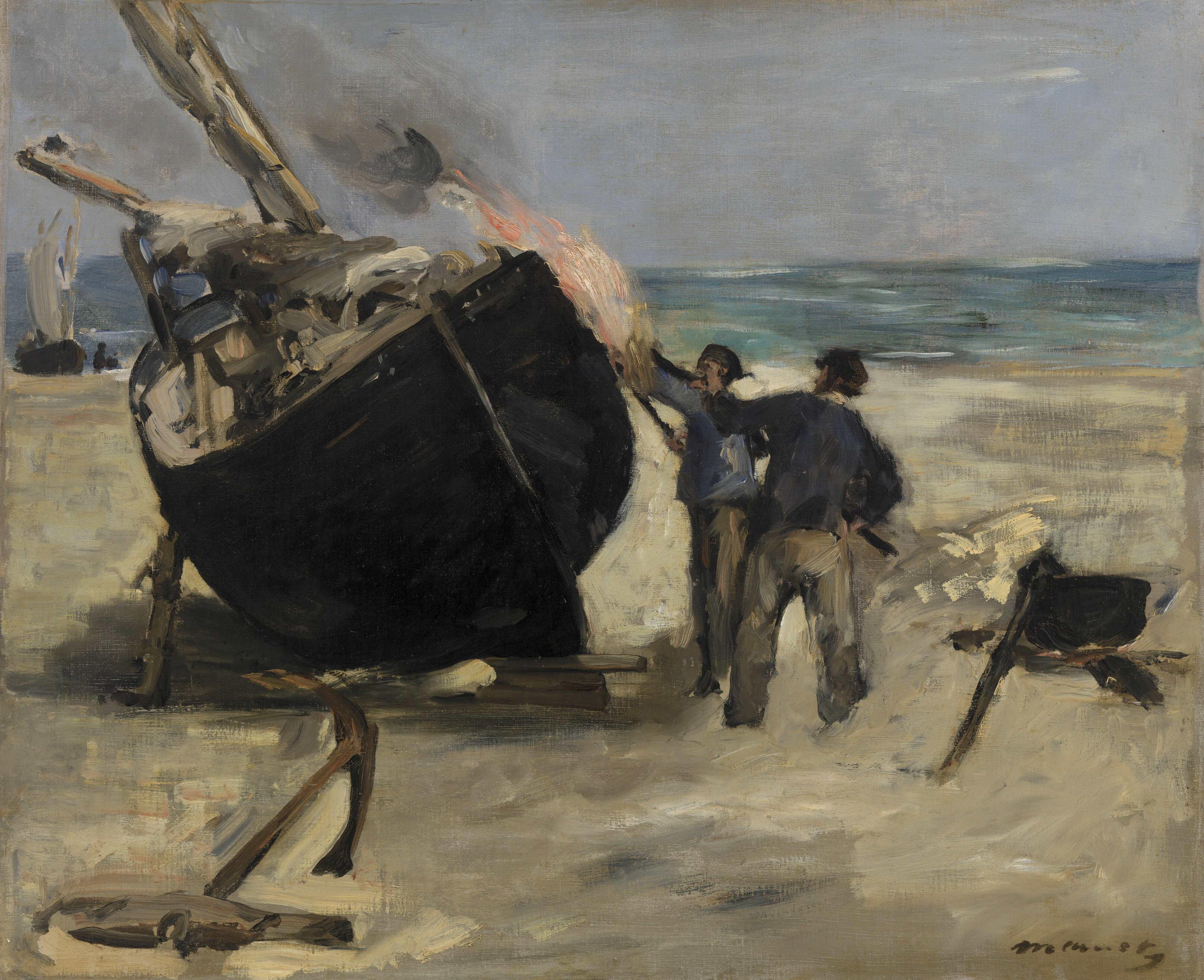
Edouard Manet
Kalfaterer bei der Arbeit

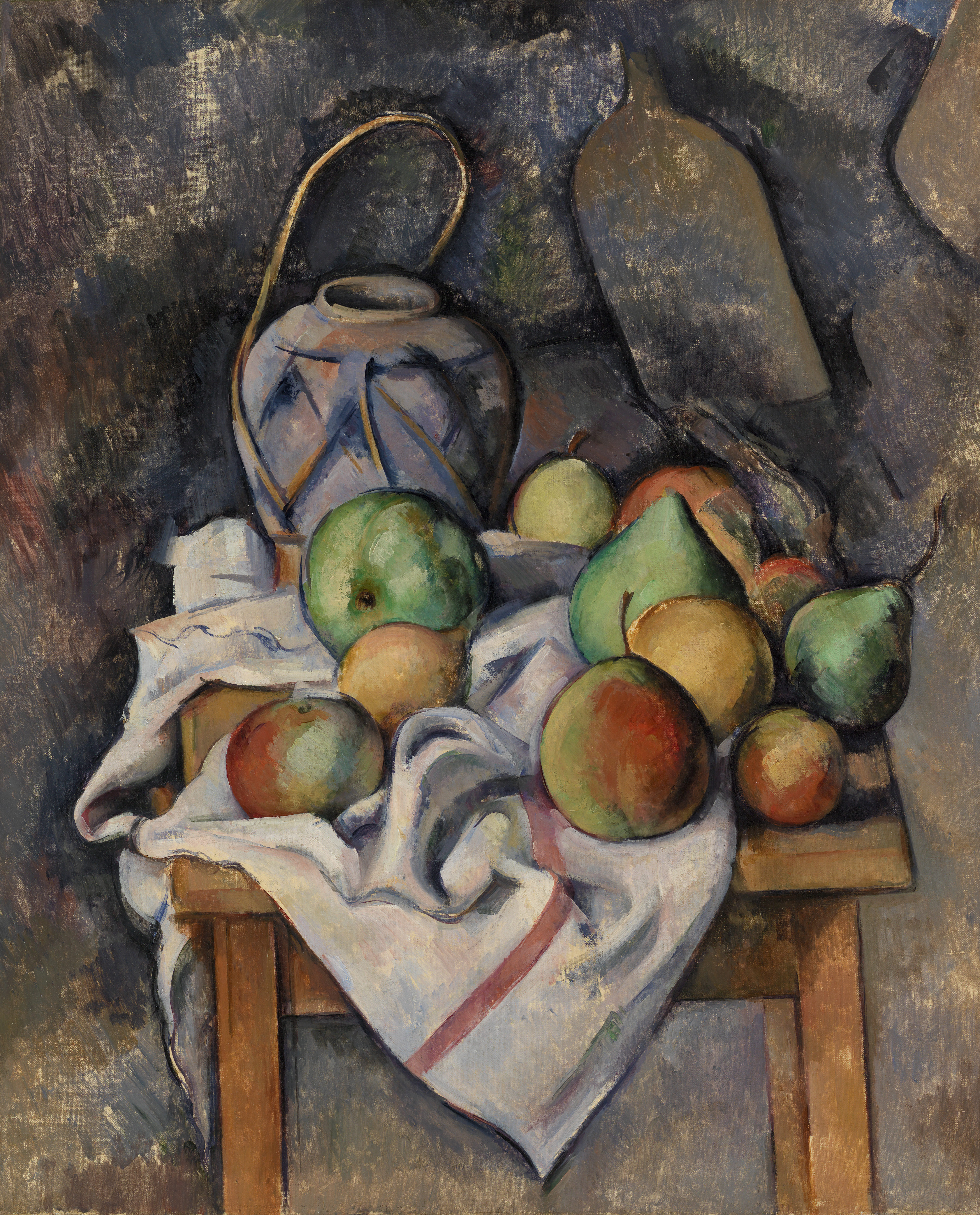
Paul Cézanne
Stillleben mit Ingwertopf und Früchten

Die Barnes Foundation wurde 1922 von Albert Coombs Barnes als Hochschule für Philosophie und Kunst gegründet. Hervorgegangen ist diese Institution aus Vortrags- und Diskussionsveranstaltungen, welche Barnes in seiner pharmazeutischen Fabrik selbst leitete und zu denen er Gelehrte wie William James, Bertrand Russell und John Dewey einlud. Barnes Augenmerk lag besonders auf der Bildung der unteren sozialen Schichten. In einer Zeit als es in den USA teilweise noch die Rassentrennung gab, fühlte sich Barnes mit der afro-amerikanischen Bevölkerung besonders verbunden und förderte sie nicht nur als Schüler, sondern interessierte sich auch für ihre Kultur und ihre Kunst. 
Albert C. Barnes trug eine beträchtliche Kunstsammlung zusammen (181 Renoirs, 69 Cézannes, 60 Matisse, 46 Picassos, 21 Chaim Soutines und 18 Rousseaus; darüber hinaus Werke von Amedeo Modigliani, Degas, van Gogh, Seurat, Monet, alte Meister, afrikanische Skulpturen, sowie Werke afro-amerikanischer Künstler). Diese Sammlung stiftete er der Barnes Foundation. Barnes entwickelte ein eigenes System der Kunsterziehung, welches vor allem darauf beruhte, die Studenten direkt vor den Originalbildern zu unterrichten.

## Umzug der Kunstsammlung nach Philadelphia
Die Barnes Foundation versteht sich nach dem Willen ihres Gründers ausdrücklich nicht als Museum. Bedingt durch den Lehrbetrieb war es dem nichtstudentischen Publikum nur an Wochenenden und in den Ferien möglich – nach Voranmeldung – diese Sammlung zu besichtigen.
Der Stammsitz der Barnes Foundation in Merion befindet sich in einem gehobenen Wohngebiet außerhalb von Philadelphia. Dies führte dazu, dass sich eine Anwohnerinitiative gründete, welche per Gerichtsentscheid den Besucherverkehr mit dem Auto beschränkte und jeglichen Busverkehr untersagte. Dadurch konnten lediglich 250 Besucher pro Woche die Sammlung besichtigen. Bereits in den 1990er Jahren geriet die Barnes Foundation wegen Managementfehlern in finanzielle Schwierigkeiten. Die Kunstsammlung hatte zwar einen Wert von mehr als zwei Milliarden US-Dollar, aber es gab kein Geld für notwendige Reparaturen. Die Gebäude waren seit 1923 nicht mehr renoviert worden (Heizung, Alarmanlage etc.) und der Lehrbetrieb drohte eingestellt zu werden. Es wurde diskutiert einige der Gemälde zu verkaufen. Vor Gericht wurde das Testament von Barnes angefochten. Er hatte u. a. verfügt, keine Farbreproduktionen der Gemälde zuzulassen und keines der Bilder jemals auszuleihen. Das Gericht entschied jedoch, dass zum Erhalt der Sammlung und zur Fortführung des Lehrbetriebes farbige Reproduktionen und eine Ausstellungstour nach Paris, München, Tokio, Toronto, Washington und Philadelphia erlaubt sei. Mit den Leihgebühren, welche die jeweiligen Museen zahlen mussten, dem Verkauf von Katalogen und entsprechenden Souvenirartikeln wurde zunächst genug Geld erwirtschaftet, um die Gebäude zu sanieren und den Lehrbetrieb fortzusetzen. Da sich die finanzielle Situation der Barnes Foundation nicht dauerhaft besserte, erklärten sich verschiedene Stiftungen bereit, die Zukunft der Barnes Foundation langfristig abzusichern. Bedingung war aber ein Wechsel der bisherigen Leitung und der komplette Umzug der Kunstsammlung vom Standort in Merion an den Benjamin Franklin Parkway in Philadelphia, wo sich bereits das Philadelphia Museum of Art befindet. Die Sammlung steht dort in einem Neubau des Architekten-Ehepaares Williams/Tsien einem größeren Publikum offen und ist mit entsprechenden Einrichtungen (Buchladen, Restaurant) für größere Besucherzahlen angelegt. Dem Neubau und Umzug lag ein in einem Gerichtsbeschluss vereinbarter Kompromiss zugrunde, der für die Inneneinrichtung eine Reproduktion der Inneneinrichtung des Gebäudes in Merion einschließlich der ursprünglichen Hängung der Kunstwerke vorsah. Der Ende Mai 2012 eröffnete Neubau fand den Beifall der NZZ-Kulturkorrespondentin. Der Film The Art of the Steal aus dem Jahre 2010 hingegen kritisierte den Umzug als Machtübernahme durch die drei mit Barnes rivalisierenden Milliardärsfamilien Annenberg, Lenfest und Pew.

## Galerie

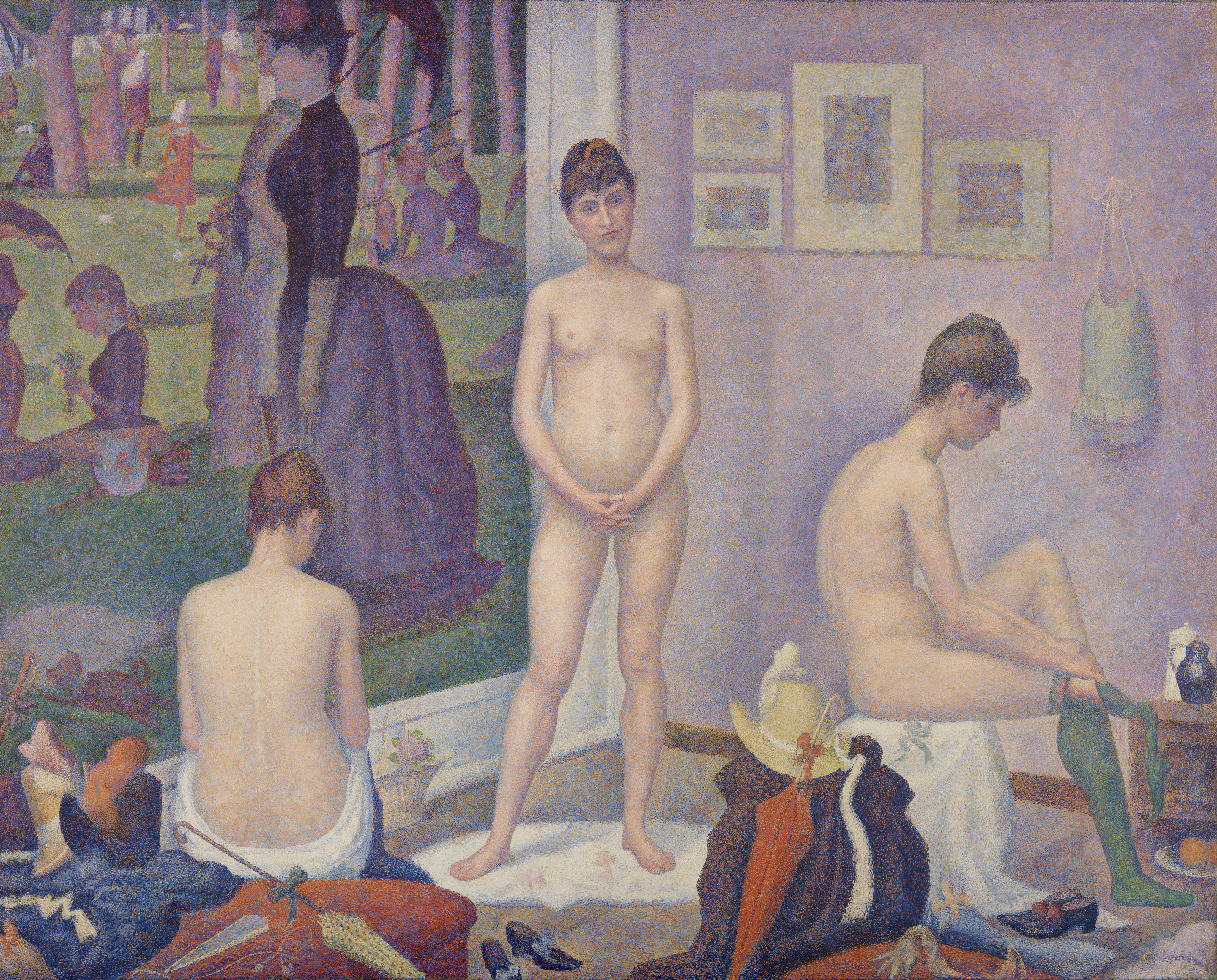
Georges Seurat: Die Modelle
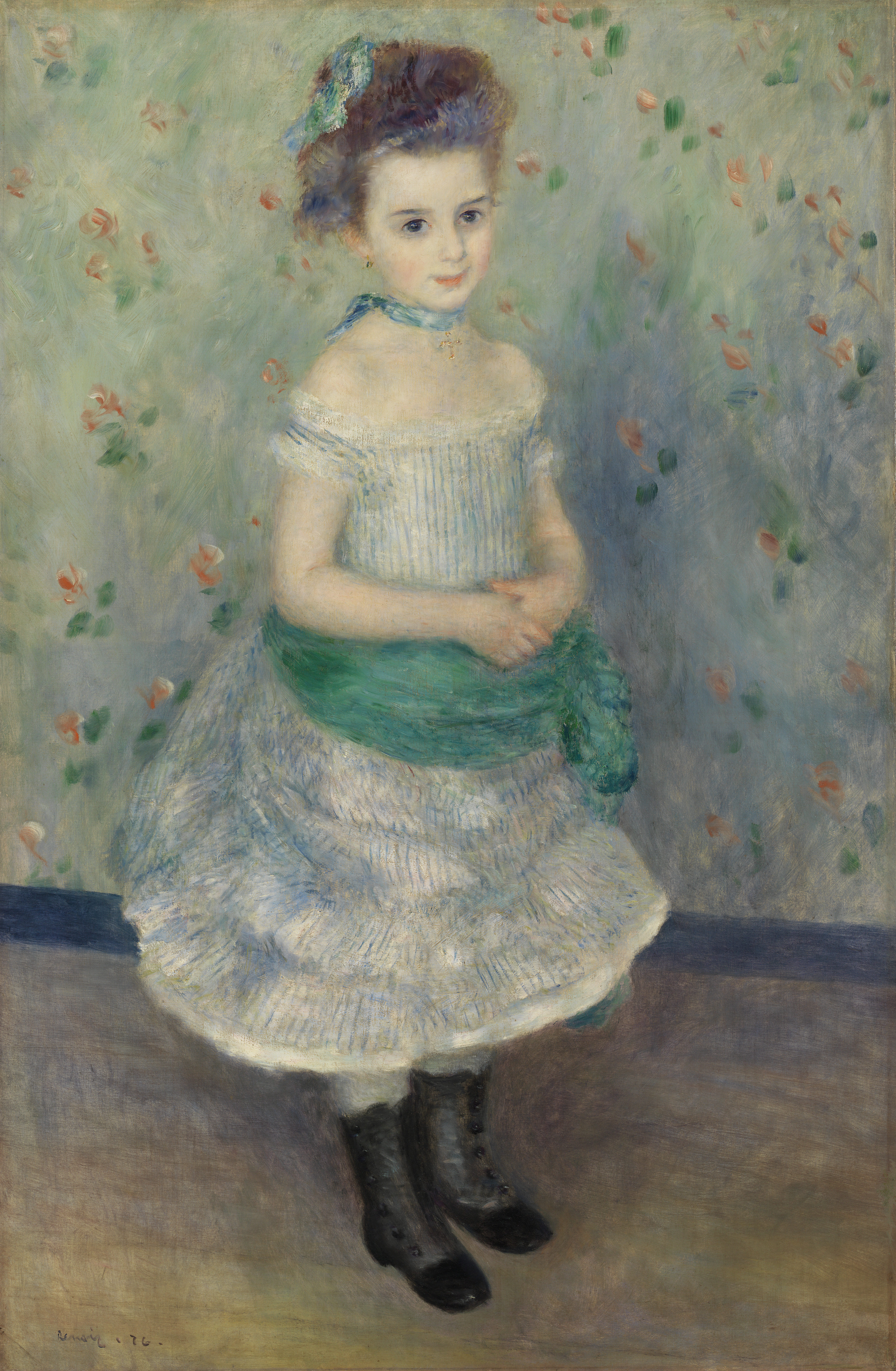
Pierre Auguste Renoir: Jeanne Durand Ruel
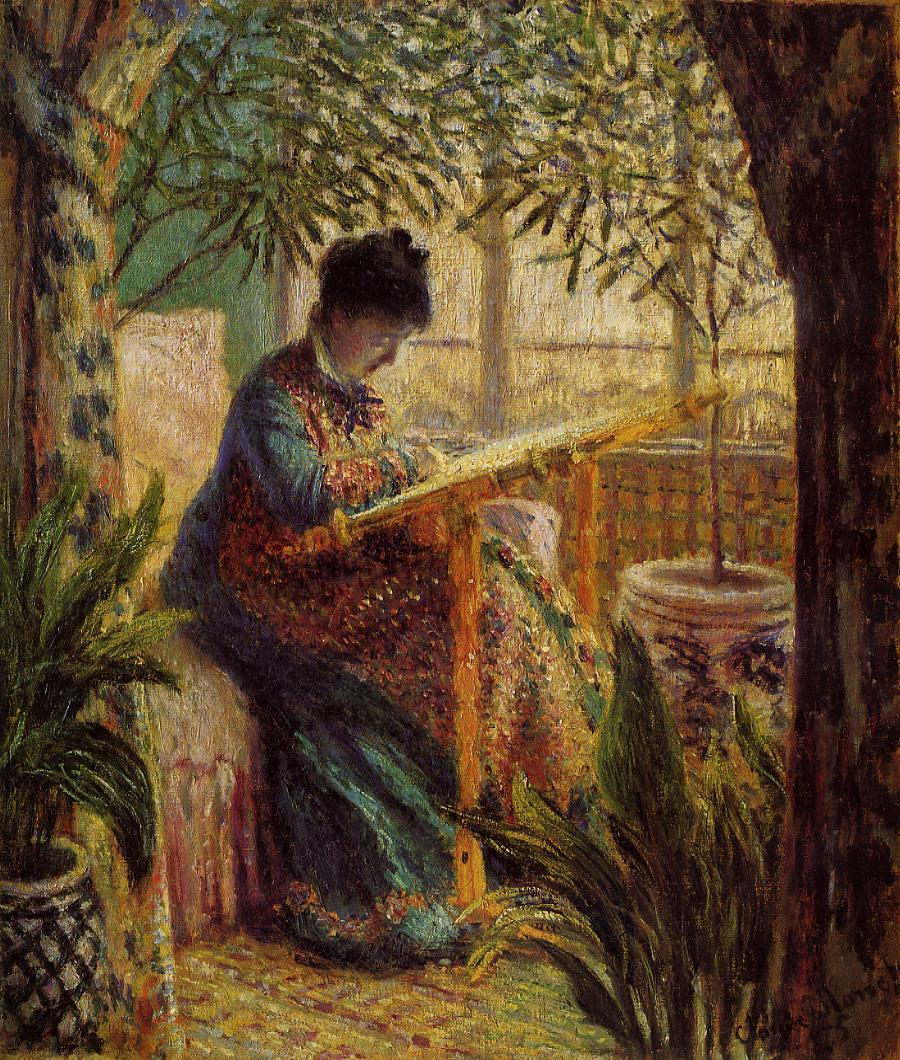
Claude Monet: Camille beim Stricken
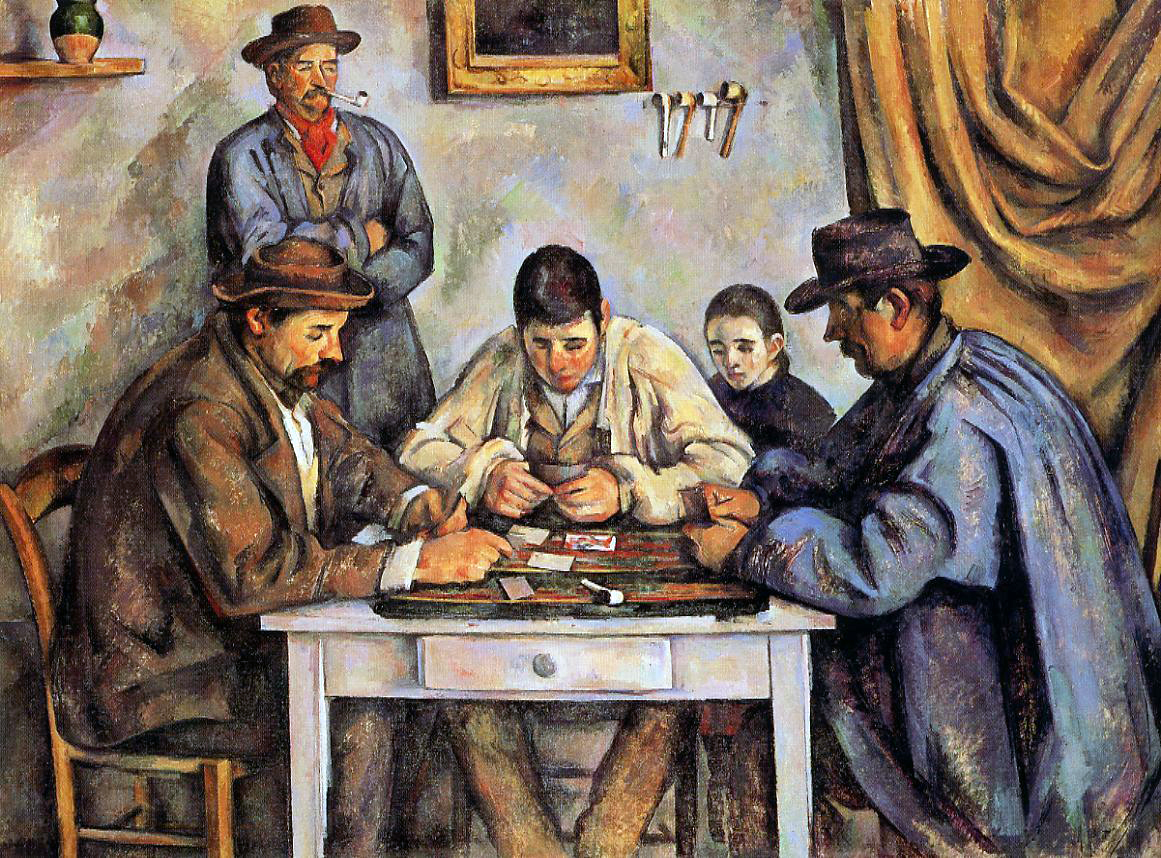
Paul Cezanne: Die Kartenspieler
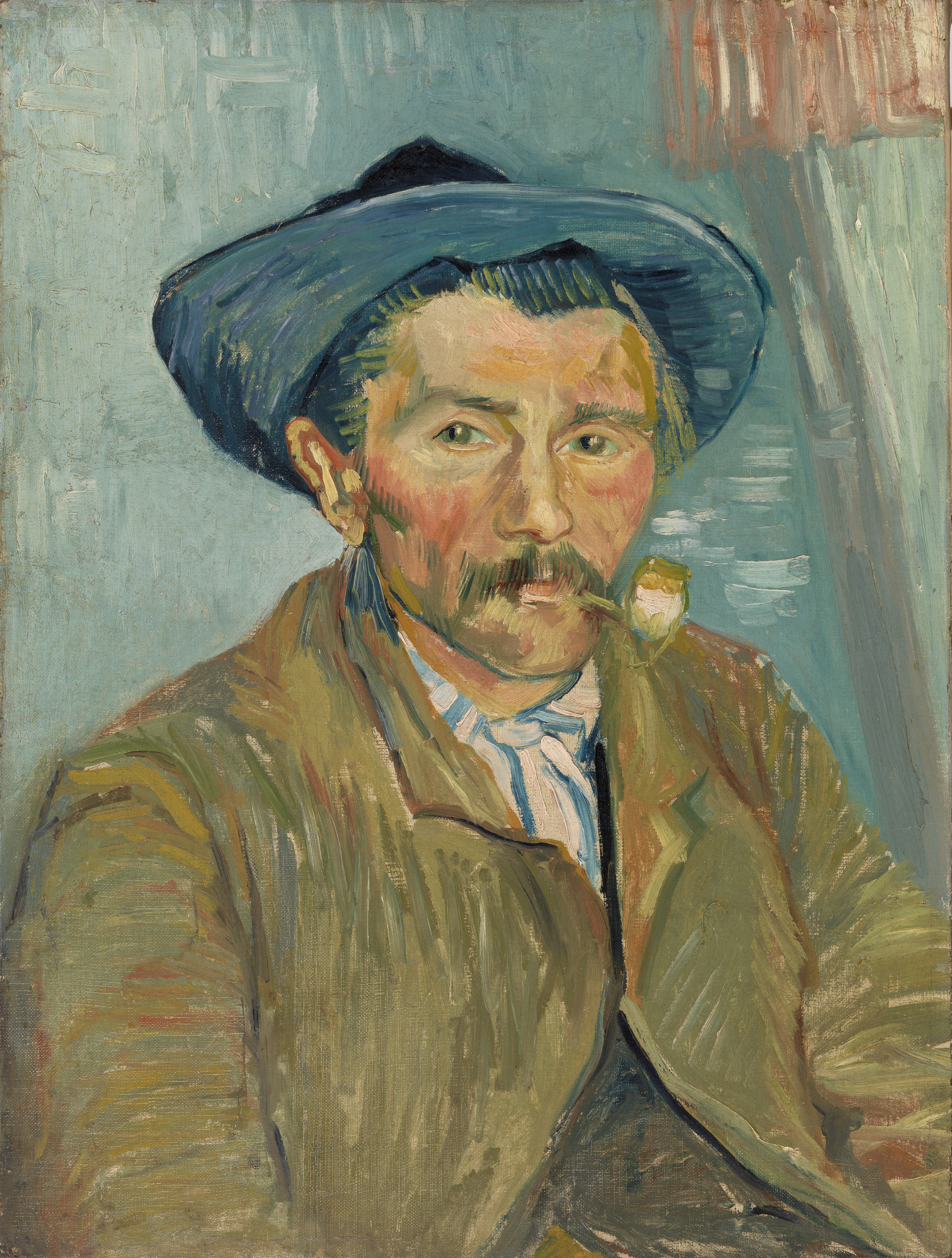
Vincent van Gogh: Der Raucher
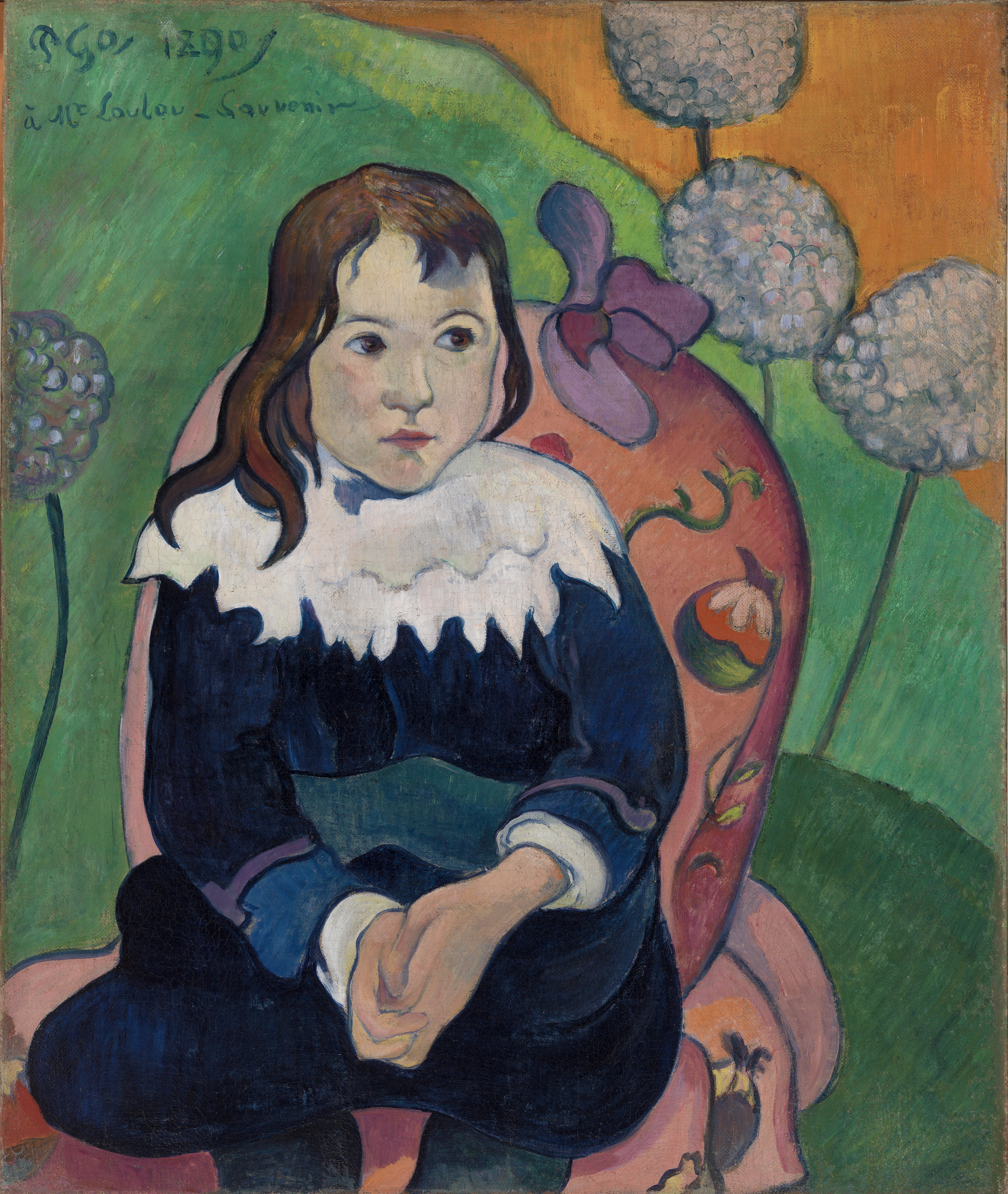
Paul Gauguin: Loulou
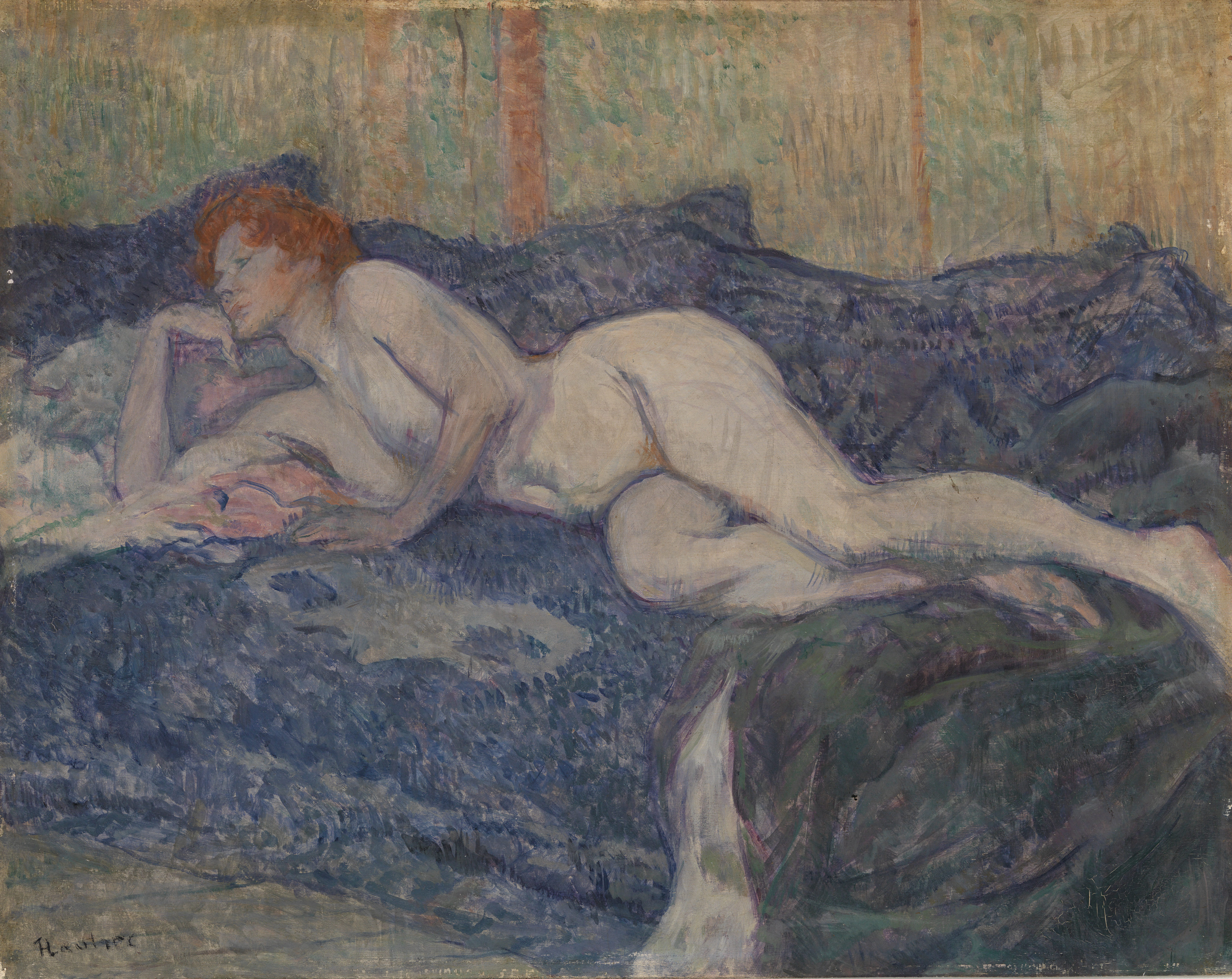
Henri de Toulouse Lautrec: Liegender Akt auf einem Diwan
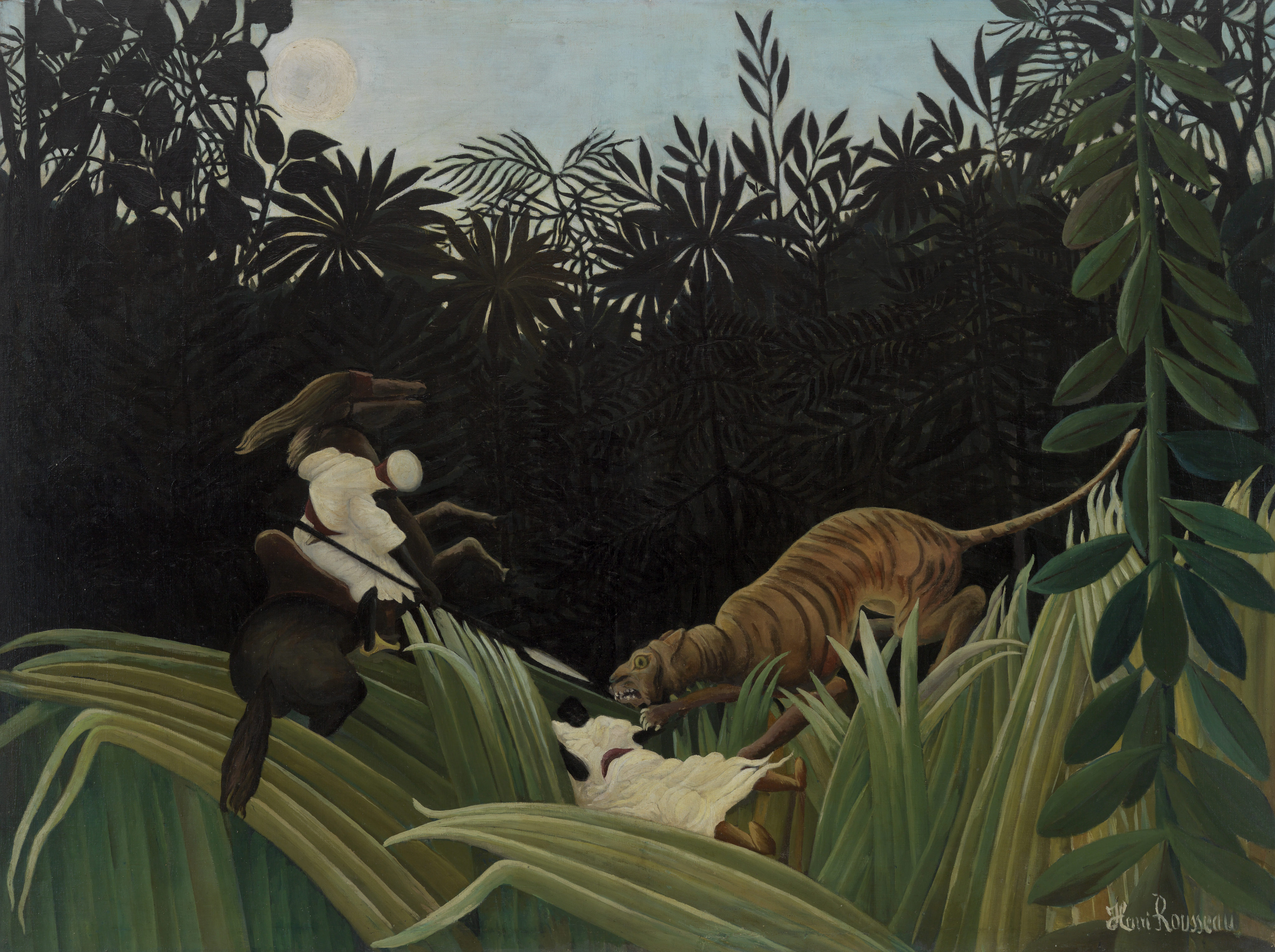
Henri Rousseau: Kundschafter von einem Tiger angegriffen
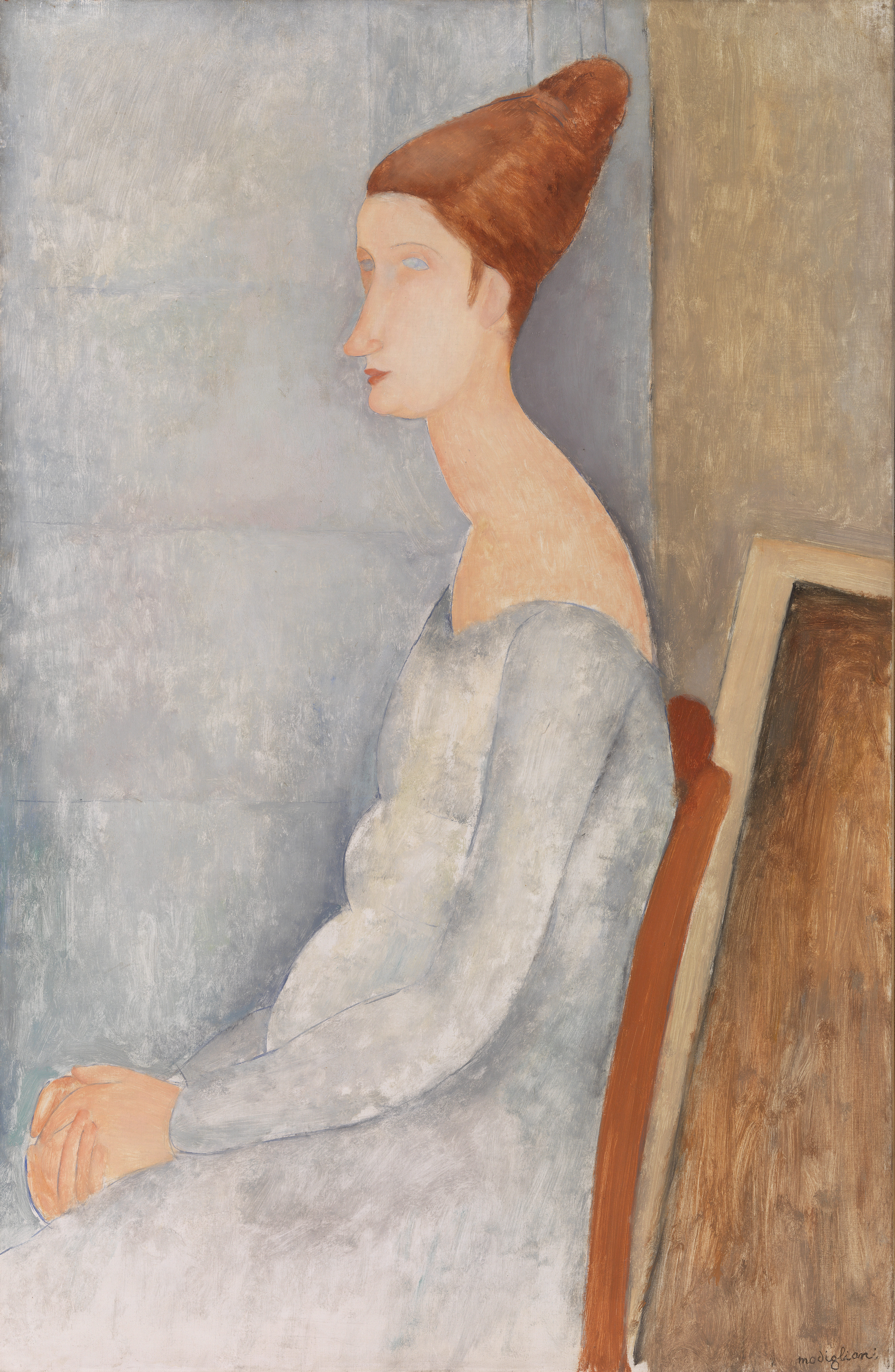
Amedeo Modigliani: Bildnis der sitzenden Jeanne Hébuterne
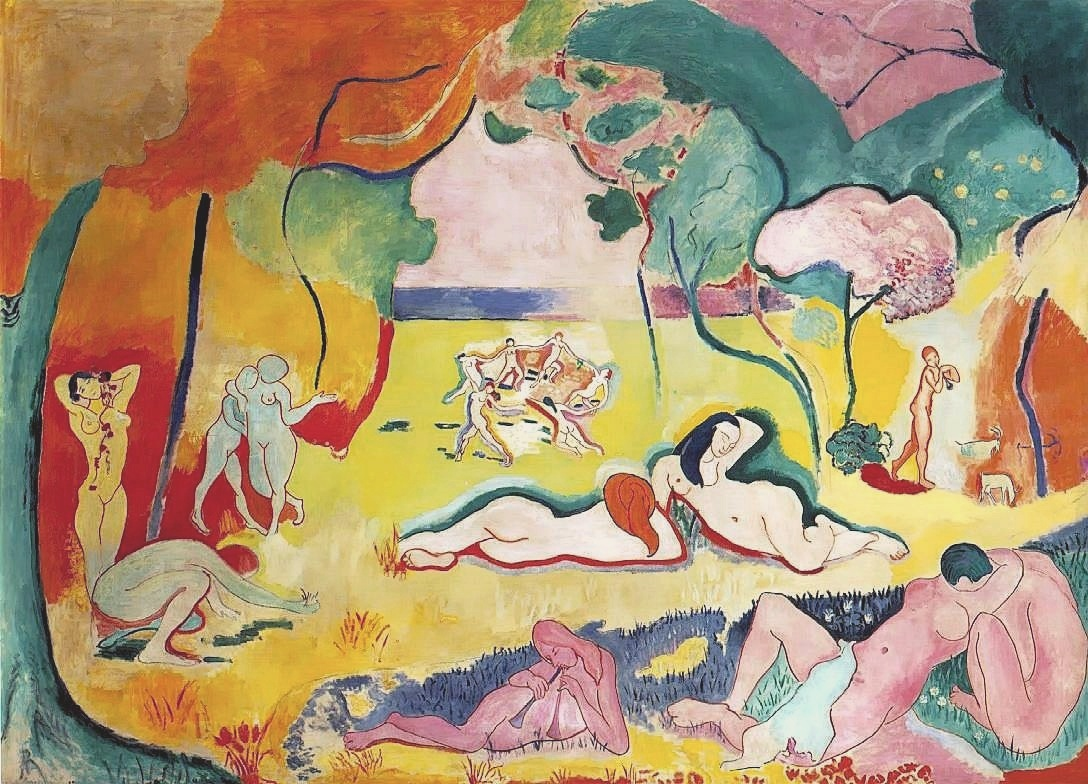
Henri Matisse: Die Lebensfreude (Le bonheur de vivre)